# Platysoma afghanum
Platysoma afghanum är en skalbaggsart som först beskrevs av Kryzhanovskij 1980.  Platysoma afghanum ingår i släktet Platysoma och familjen stumpbaggar. Inga underarter finns listade i Catalogue of Life.